# Bristivica
Bristivica je naselje u općini Seget (Seget Donji), u Splitsko-dalmatinskoj županiji. 

## Zemljopis
Naselje se nalazi sjeverozapadno od Trogira.

## Poznate osobe
- Jure Brkan, hrvatski svećenik-franjevac, OFM, stručnjak za kanonsko pravo, crkveni dužnosnik, crkveni sudac
- Ivo Jajić, hrvatski liječnik reumatolog, redoviti profesor u trajnom zvanju Medicinskog fakulteta Sveučilišta u Zagrebu

## Stanovništvo
| broj stanovnika | 435   | 458   | 429   | 491   | 563   | 605   | 720   | 756   | 795   | 855   | 912   | 771   | 674   | 534   | 427   | 348   | 275   |
|                 | 1857. | 1869. | 1880. | 1890. | 1900. | 1910. | 1921. | 1931. | 1948. | 1953. | 1961. | 1971. | 1981. | 1991. | 2001. | 2011. | 2021. |

## Znamenitosti
- Crkva sv. Ivana Krstitelja, zaštićeno kulturno dobro